# Kenny Clark
Ne doit pas être confondu avec le musicien Kenny Clarke.
Pour les articles homonymes, voir Clark.
(en) Statistiques sur pro-football-reference
Kenneth Duane Clark Jr. , né le 4 octobre 1995 à San Bernardino, est un joueur américain de football américain. Il joue defensive tackle en National Football League (NFL).